# Лороко
{{#ifeq:0|0|{{#if:Echites panduratus|{{#if:|[[]}}|[[]]}}}}
Лороко [loˈɾoko] (наукова назва, - Echites panduratus, також Fernaldia panduratus та інші) — плетиста ліана з їстівними бутонами та квітами, широко поширена в Сальвадорі, Гватемалі та інших країнах Центральної Америки, а також у частині Мексики.    Назва «лороко» використовується по всій Мезоамериці для позначення виду. 

## Опис
Лороко — це трав’яниста ліана з довгасто-еліптичним або широко-яйцевидним листям 4-13 см завдовжки та 1.5–8 см завширшки, суцвіття, як правило, дещо коротші за листя, мають від 8 до 18 квіток, квітконіжка довжиною 4–6 мм; приквітки яйцеподібні, довжиною 1-2 мм; чашолистки яйцеподібні, гострі або тупі, довжиною 2-3 мм; пелюстки всередині білі, зовні зеленуваті. 

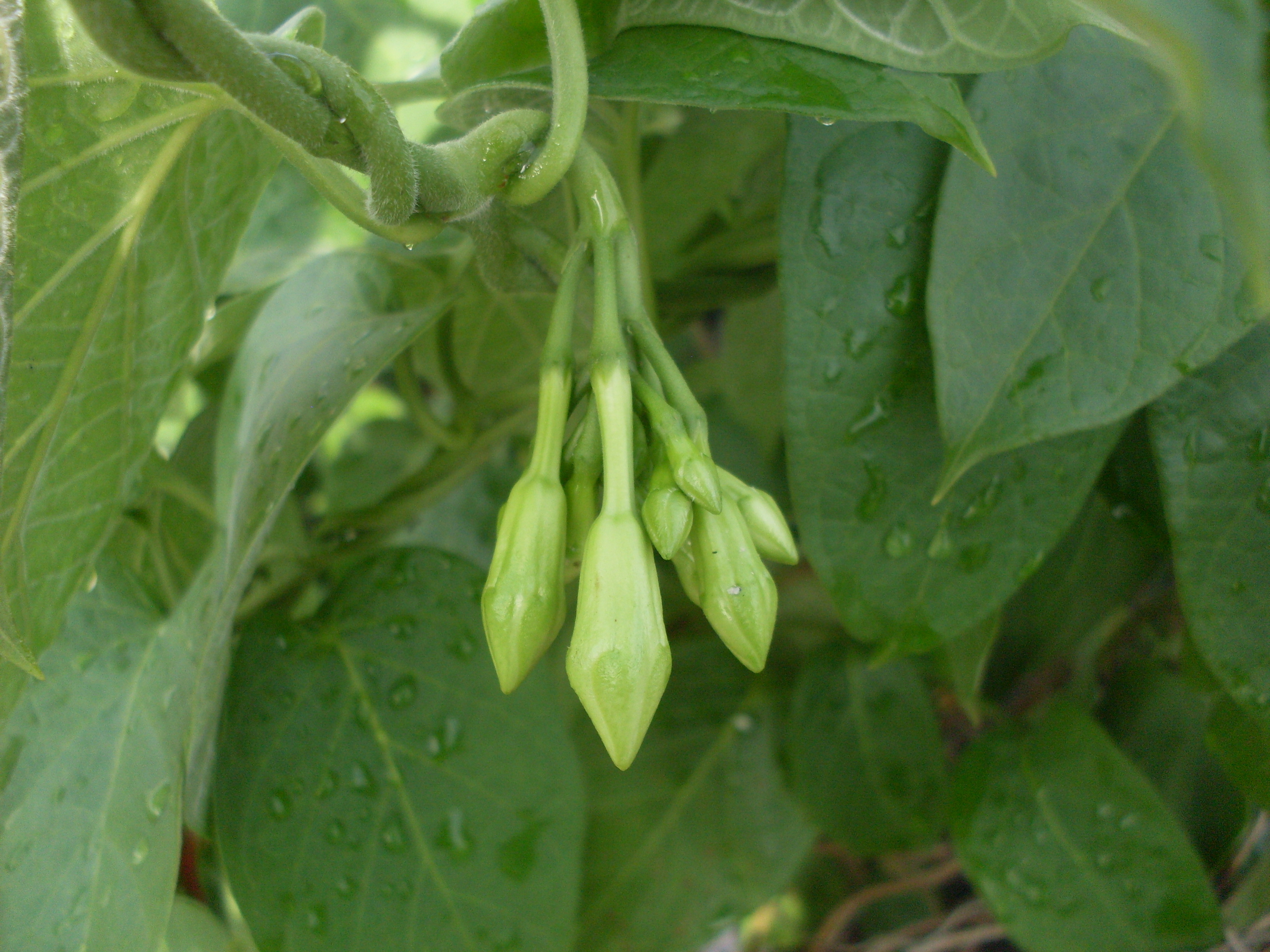
Бутони лороко.
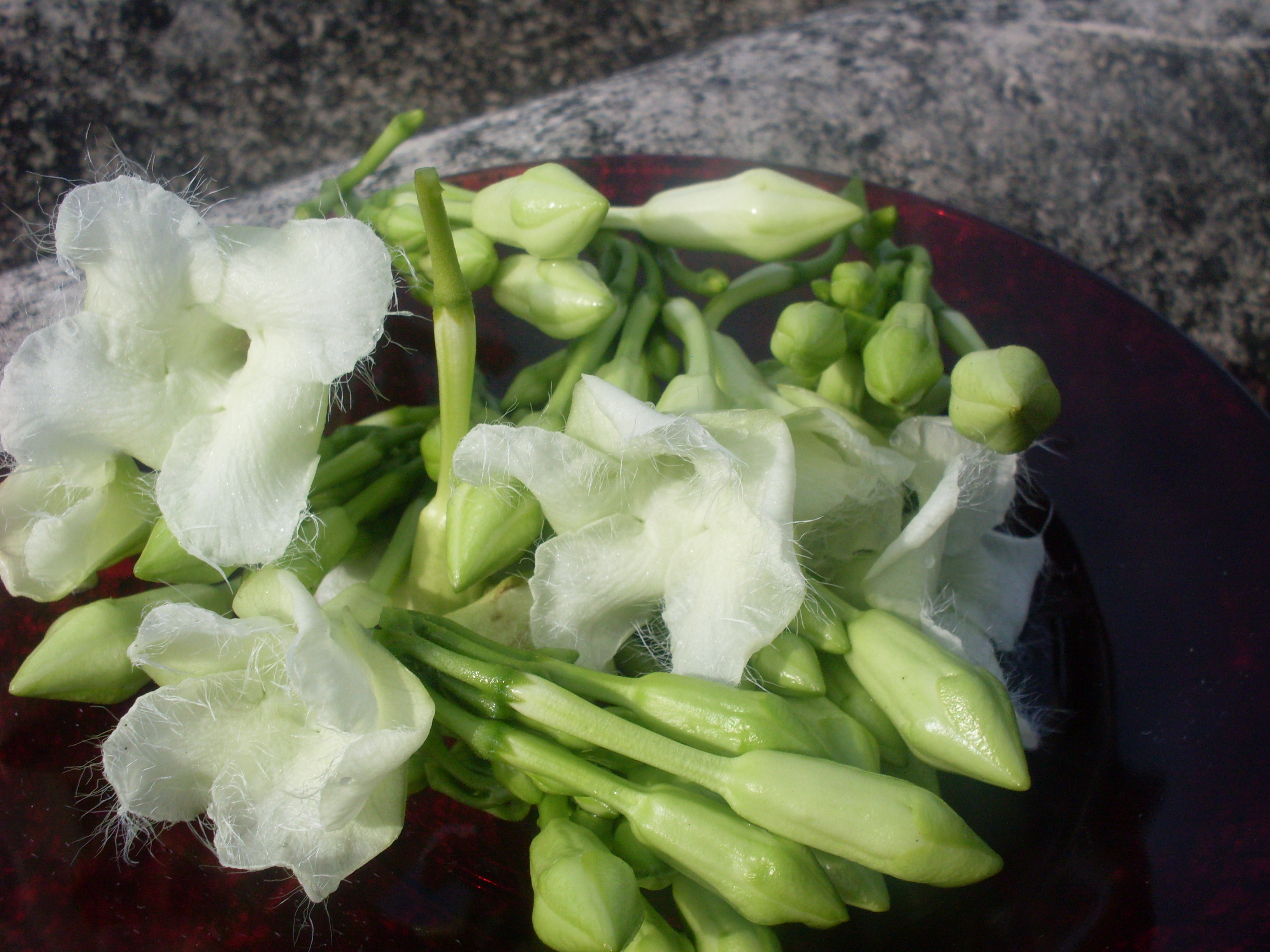
Квітки лороко.
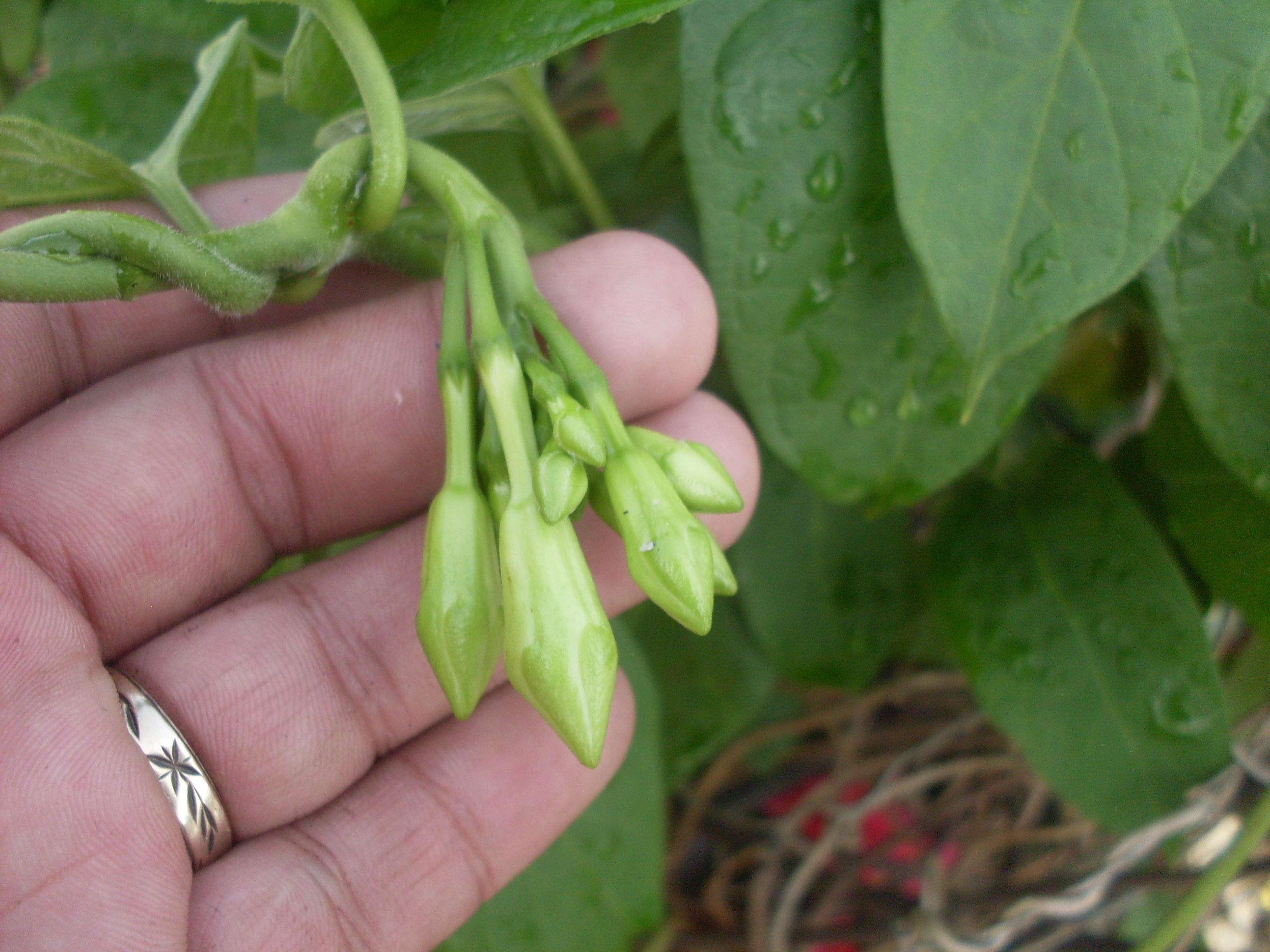
Бутони лороко на тлі руки для порівняння розміру.

## Діапазон поширення
Лороко поширено від північно-східної Мексики до Коста-Ріки. 

## Використання
Лороко є важливим джерелом їжі в Сальвадорі, Гватемалі, та Гондурасі. 
Бутони та квіти рослини є однією з основних приправ у сальвадорській кухні, використовуються для приправлення супів, піци, приготування м’ясних соусів, а також входять в начинку традиційних папусів.

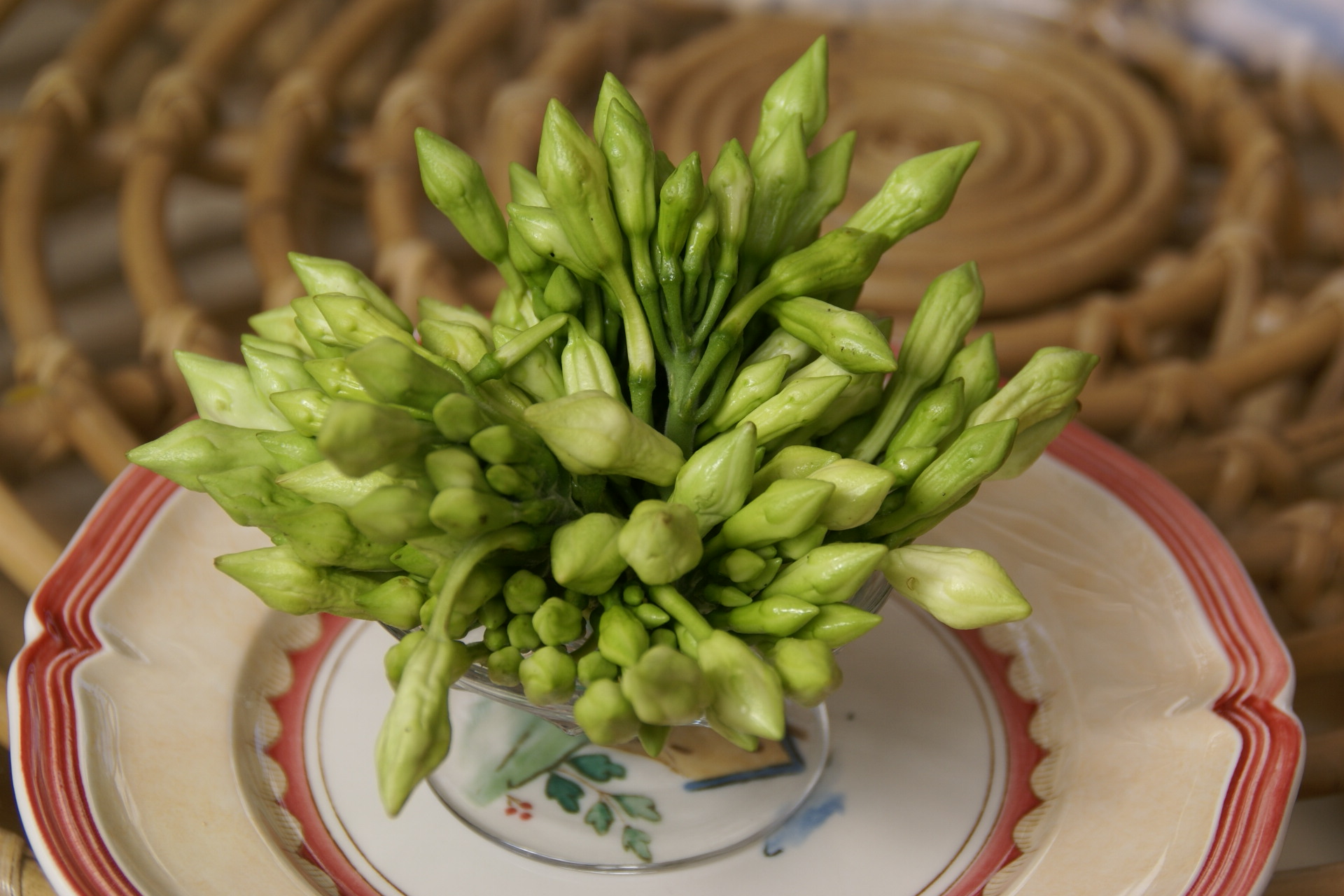
Обрізані бруньки лороко для приготування їжі
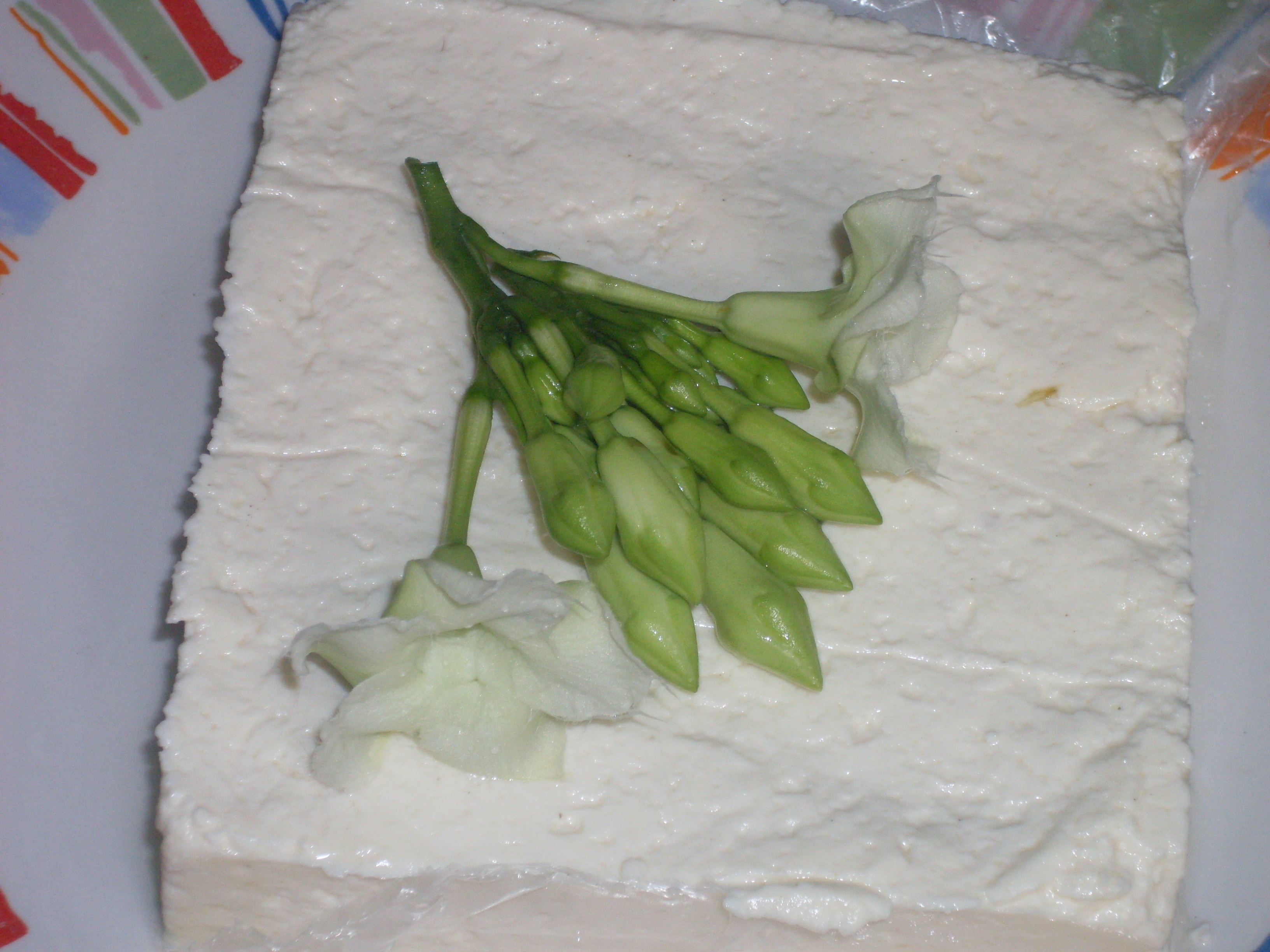
Квітки лороко на білому сальвадорському сирі.